# ألبيرتينا دياز
ألبيرتينا دياز (بالبرتغالية: Albertina Dias‏) هي منافسة ألعاب القوى برتغالية، ولدت في 26 أبريل 1965 في بورتو في البرتغال.

## وصلات خارجية
- ألبيرتينا دياز على موقع الاتحاد الدولي لألعاب القوى (الإنجليزية)
- ألبيرتينا دياز على موقع الاتحاد الأوروبي لألعاب القوى (الإنجليزية)
- ألبيرتينا دياز على موقع رابطة إحصائيات سباق الطريق (الإنجليزية)
- ألبيرتينا دياز على موقع أوليمبيديا (الإنجليزية)